# ۵۴ نهنگ
۵۴ نهنگ یک ستاره است که در صورت فلکی برج حمل قرار دارد.